# 贝尔环形山
贝尔环形山(Bell)是月球背面的一座撞击坑，大约形成于前酒海纪或酒海纪代，基金名称取自美国科学家、发明家及苏格兰裔商人，电话发明人之一的亚历山大·格拉汉姆·贝尔(1847年-1922年)，1970年被国际天文联合会批准接受。

## 描述
该环形山位于撞击坑密布的高地区，其中一些是它的卫星坑。它西北偏西毗邻伯克纳环形山、北侧坐落着劳厄环形山、东北偏东是巴特尔斯环形山、东侧临近莫塞莱环形山，爱因斯坦环形山位于它的东南、西面则是赫尔贝里环形山和罗伯逊环形山。
陨坑中心月面坐标为21°59′N 96°32′W / 21.98°N 96.53°W，直径86.33公里，深度2.815公里。
贝尔环形山的外壁因后续的撞击而磨损和有所改变，坑壁平均高出周边地形1400米，南侧坑壁上横跨着卫星坑"贝尔 Q"，而东、北二侧外壁上重叠着数座更小的撞击坑。碗形陨坑的底部相对平坦，可看到一座中央峰的残迹；中心偏东处坐落着同心的卫星坑"贝尔 E"。
在该环形山中可看到来自西面500公里外欧姆环形山的微弱射纹线。

## 卫星陨石坑
按照惯例，最靠近贝尔环形山的卫星坑在月图上以字母标注在该坑中心点的旁边。

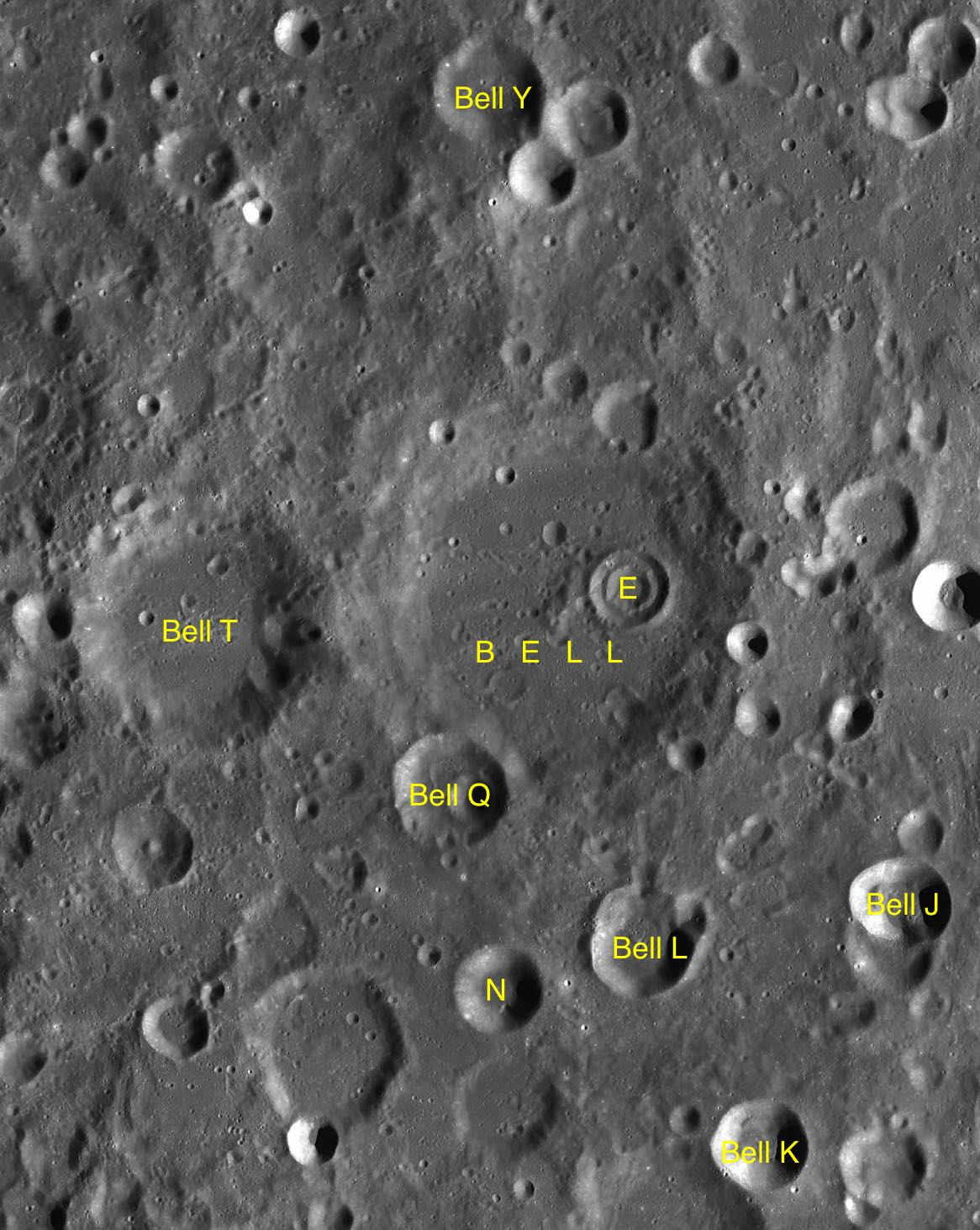
LAC-54 月图

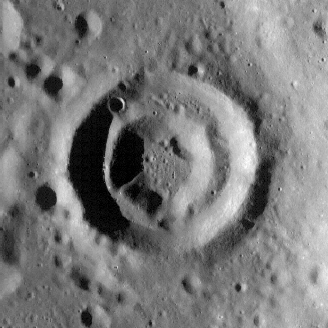
卫星坑"贝尔 E"，月球勘测轨道飞行器。

| 贝尔 | 纬度    | 经度    | 直径    |
| ---- | ------- | ------- | ------- |
| E    | 22.0° N | 95.8° W | 15 公里 |
| J    | 19.9° N | 94.0° W | 18 公里 |
| K    | 18.3° N | 95.1° W | 18 公里 |
| L    | 19.7° N | 95.8° W | 23 公里 |
| N    | 19.5° N | 96.9° W | 18 公里 |
| Q    | 20.7° N | 97.2° W | 23 公里 |
| T    | 21.9° N | 98.9° W | 52 公里 |
| Y    | 25.4° N | 96.7° W | 23 公里 |